# Howellia aquatilis
Howellia aquatilis är en klockväxtart som beskrevs av Asa Gray. Howellia aquatilis ingår i släktet Howellia och familjen klockväxter. Inga underarter finns listade i Catalogue of Life.

## Bildgalleri

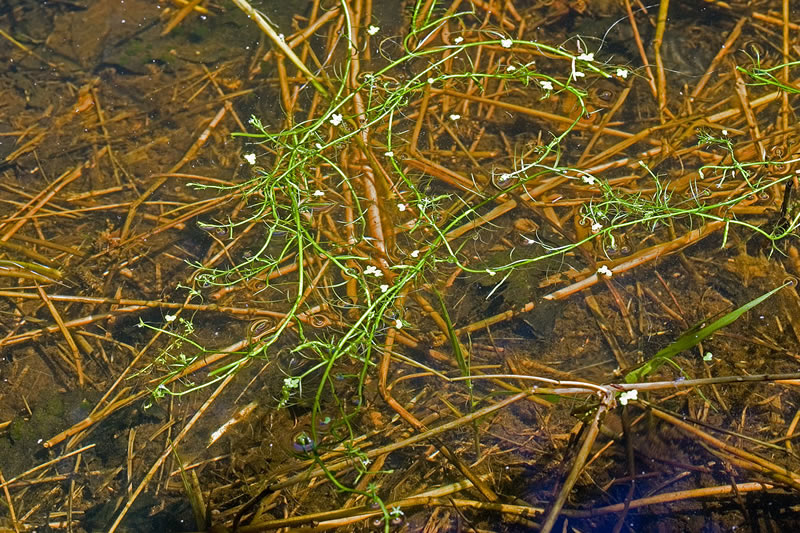